# Окони (окръг, Южна Каролина)
Окръг Окони (на английски: Oconee County) е окръг в щата Южна Каролина, Съединени американски щати. Площта му е 1746 km², а населението – 78 607 души (1 април 2020). Административен център е град Уолхола.